# Ligue militante pour la culture allemande

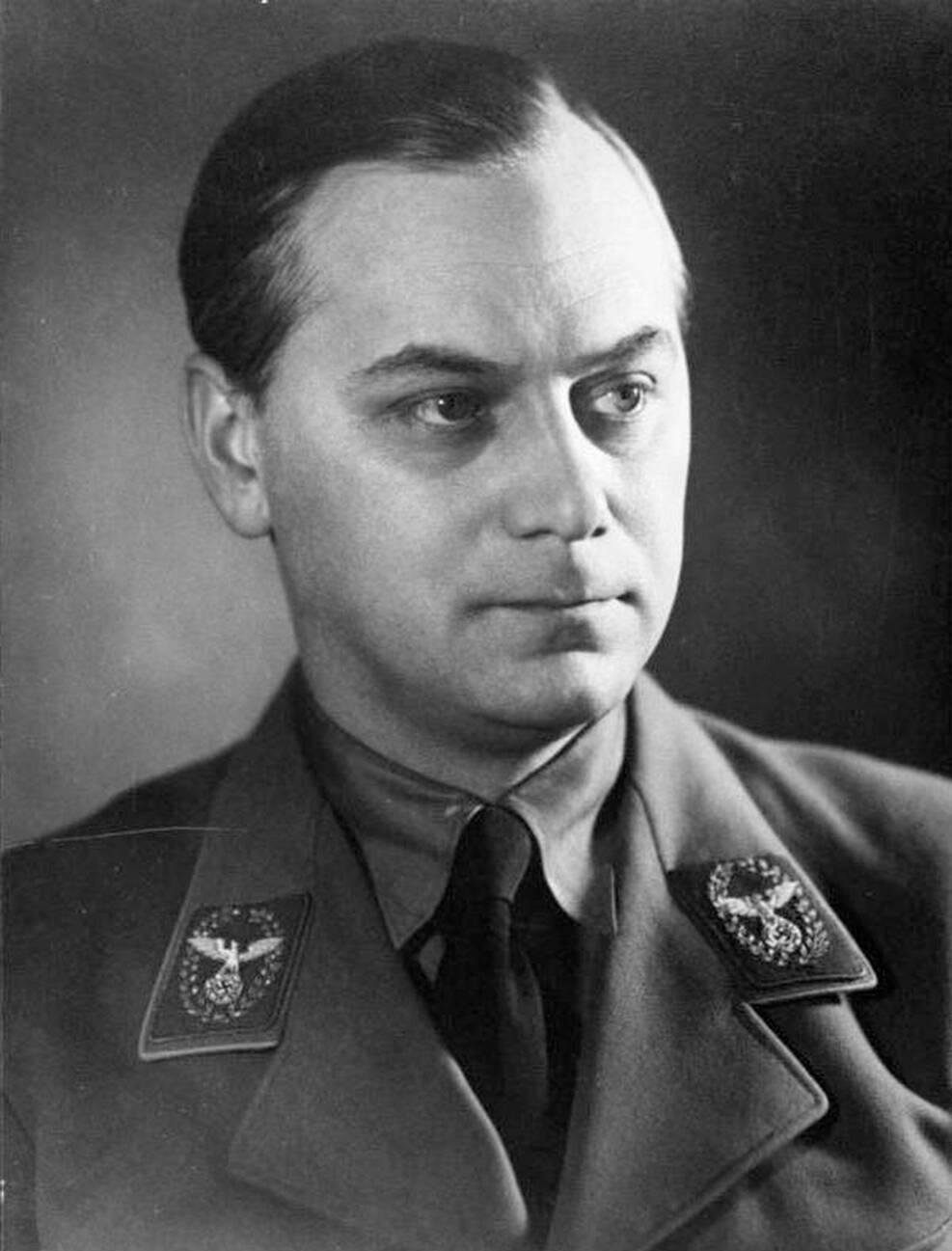
Alfred Rosenberg, ici en 1939, fondateur de la Ligue.

La Ligue militante pour la culture allemande (KfdK), qui s'appelle initialement Société nationale-socialiste pour la culture allemande (NGDK) dans sa phase fondatrice, est une association à l'esprit nationaliste, antisémite et politiquement active pendant la République de Weimar et le régime national-socialiste. L'association, basée à Munich, est fondée en 1928 par le principal idéologue national-socialiste Alfred Rosenberg et est dirigée par lui jusqu'à sa dissolution en 1934. L'objectif de l'association est d'avoir un impact significatif sur la vie culturelle en Allemagne, notamment au sein du NSDAP. En 1934, l'association est dissoute et fusionne avec l'Association du Reich « Scène allemande » pour former la Communauté culturelle nationale-socialiste (« NS-Kulturgemeinde »). Le processus de dissolution est lié à la création du « Service Rosenberg » (DRbg), qui deviendra plus tard le « Bureau Rosenberg » (ARo).

## République de Weimar

### Processus de création
La phase fondatrice de la Ligue militante est étroitement liée au rassemblement du parti nazi de Nuremberg en août 1927. Après la fin de la conférence du parti, le Völkischer Beobachter annonce la décision de fonder une organisation culturelle qui « ferait circuler les idées nationales-socialistes en organisant des soirées de conférences dans un cadre social » qui « ne peut généralement pas être atteint par des manifestations de masse ».
Une circulaire ultérieure d'Alfred Rosenberg, rédacteur en chef du Völkischer Beobachter, adressée en octobre 1927 à tous les dirigeants du parti des branches locales du NSDAP ainsi qu'à des représentants renommés de la scène culturelle nationale völkische, montre qu'Hitler l'a chargé de fonder.
Dans la lettre, Rosenberg souligne ses efforts pour « convaincre 20 à 30 des meilleurs noms allemands d'être publiquement nommés sponsors de cette cause. Il demande à ses camarades du parti au niveau local de les aider à trouver toutes les « personnes de votre ville qui sont, d'une manière ou d'une autre, connues au niveau national » qui seraient éligibles à un soutien matériel et à des contrats avec l'entreprise.
L'association est officiellement fondée le 4 janvier 1928 sous le nom de « Société nationale-socialiste pour la culture allemande » (NGDK). Outre Rosenberg, les fondateurs sont le directeur de l'organisation du NSDAP Gregor Strasser, le directeur général du Reich Philipp Bouhler, le directeur de la propagande du Reich Heinrich Himmler, le trésorier du Reich Franz Xaver Schwarz et l'entrepreneur Wilhelm Weiß.
Le « chef » du NGDK est Rosenberg, Gotthard Urban (de), un ami de Baldur von Schirach, directeur général du Reich. Hans Buchner reprend la direction de différents départements, tels que la musique, le cinéma et la radio.
Le 19 décembre 1928, le NGDK est rebaptisé « Ligue militante pour la culture allemande » (KfdK) et reçoit les statuts de l'association.

### Préjugés et ennemis
Grâce à l'école Hans-Thoma, la ville de Karlsruhe devient un centre des tendances germaniques. Il s'agit de milieux ethniques qui, outre leur tradition antisémite, ont également adopté une orientation anticapitaliste après 1918 et s'intéressent à l'art local. Rainer Maria Rilke, Hugo von Hofmannsthal et Max Liebermann sont considérés comme des ennemis en raison de leur pensée prétendument « internationaliste » ; Le modèle est le romantique redécouvert  Caspar David Friedrich. Les premiers iconoclasmes nationaux-socialistes doivent venir du groupe de la Ligue militante de Karlsruhe sous la direction du successeur de Thoma Hans Adolf Bühler (de) et de Weimar.
La Ligue militante se décrit comme une coalition de toutes les forces prêtes à « reconstruire la culture allemande » contre la « culture de novembre » de Weimar. C’est un terme combatif : le théâtre contemporain est perçu comme un « vice abyssal », la musique comme « dégénérée », comme une « dépravation à la manière du jazz ». Les gens s’opposent généralement à la « dégénérescence », à la « décadence culturelle », au « bolchevisme culturel », à l’« américanisme », à la « saleté et aux déchets ». La défense de la modernité, culturellement pessimiste et culturellement militante, a également une « note clairement antisémite ».
Les tendances pangermaniques sont représentées par les partisans d'un impérialisme culturel de la Grande Allemagne concentrés dans et autour de l'Association pangermanique, qui ont une forte tradition antisémite. Les peuples nordiques ont un mandat de leadership : leur peuple doit fournir les facteurs de colonisation culturelle. Les efforts d'expansion visent principalement l'Europe de l'Est. Paul de Lagarde, Houston Stewart Chamberlain, Othmar Spann sont les auteurs de ces cercles dont le chauvinisme est répandu parmi la bourgeoisie instruite.

### Objectifs politiques
Un appel fondateur de la Ligue militante publié en mai 1928, déclare qu'il était confronté à un « déclin politique favorisé par des forces anti-populaires » qui inclut une « lutte planifiée contre toutes les valeurs culturelles allemandes ». « L’alphabétisation étrangère à la race » s’allie « au gaspillage des grandes villes ». Dans la lutte contre « l’abâtardissement et la négation de notre existence », l’objectif est désormais de lier les Allemands, hommes et femmes, volontaires et dévoués, afin de promouvoir des journaux et des magazines « soucieux de leur espèce », des universitaires et des magazines auparavant « réprimés ». Les artistes, organiser des expositions et influencer les horaires des théâtres prennent du poids. Une liste de noms connus qui acceptent de soutenir publiquement la fondation montre l'orientation pédagogique : huit des dix-huit sponsors sont des professeurs d'université, les autres, pour la plupart issus du cercle de Richard Wagner, sont des éditeurs, des directeurs de théâtre, des écrivains et des pasteurs.
Pendant longtemps, la Ligue militante tente de maintenir une distance formelle avec le parti qui le dirige. Ce n'est pas l'une des branches du NSDAP, bien que les archives principales du NSDAP le répertorient comme une « organisation au sein du NSDAP » et la qualifient de « fondation purement nationale-socialiste ». Elle se décrit elle-même comme une institution culturelle et politique composée de « travailleurs culturels nationaux » qui a pour but de rassembler « toutes les défenses contre les forces de décomposition qui prévalent aujourd'hui en Allemagne dans le domaine culturel » et de « faire progresser l'idée d'Adolf Hitler dans le domaine culturel ». ». Ce n'est qu'à partir de l'automne 1932 qu'il semble s'être ouvertement identifié comme national-socialiste, "même si son point de vue politique de parti... n'est plus un secret depuis longtemps".
Lors de la première manifestation publique de la Ligue militante à l'Université de Munich le 23 février 1929, lorsqu'Othmar Spann donne une conférence sur la crise culturelle contemporaine, Hitler et de nombreux partisans y assistent.

### Membres et sympathisants
Le nombre de membres organisés en bases (groupes locaux) passe d'environ 300 répartis dans 25 groupes locaux en avril 1929 à environ 38 000 répartis dans 450 groupes locaux en octobre 1933.
Parmi les membres et partisans de Ligue militante se trouvent tous ceux qui ont un statut et un nom dans l'aile extrême du mouvement ethnique, comme l'historien littéraire antisémite Adolf Bartels, Ludwig Polland, Gustaf Kossinna et le physicien et opposant à Einstein Philipp Lenard, les éditeurs Hugo Bruckmann (de) et Julius Friedrich Lehmann (de), les personnalités de la Société de Bayreuth Winifred Wagner, Daniela Thode, Hans von Wolzogen et la veuve Eva Chamberlain de l'idéologue racial Houston Stewart Chamberlain, le compositeur Paul Graener, l'écrivain et plus tard président de la Chambre de la littérature du Reich Hanns Johst, l'architecte Paul Schultze-Naumburg, qui publie le texte Kunst und Rasse et s'exprime particulièrement fréquemment lors d'événements, Gustav Havemann (de) (fondateur et directeur de l'Orchestre de la Ligue militante), le directeur général Carl von Schirach (de), le chef fédéral des paramilitaires « Wehrwolf. Association des hommes allemands et des guerriers du front (de) Fritz Kloppe et le théologien et musicologue Fritz Stein (de). Friedrich Krebs était le directeur de l'État de Hesse et de Hesse-Nassau.
Parmi les membres académiques ayant adhéré à titre corporatif figurent la Fraternité allemande (de), l'Association patriotique allemande (de), le Convent représentatif (de) des associations de gymnastique des universités allemandes, la Guilde allemande (de), l'Association des chanteurs allemands (de), l'association de Sondershuusen (de) et le Cercle universitaire allemand (de).

### Publications et actions politiques
De 1929 à 1931, le Kampfbund publie la revue Mitteilungen des Kampfbundes für deutsche Kultur.
En octobre 1932, la Deutsche Kultur-Wacht est fondée sous la direction d'Hans Hinkel. Blätter des Kampfbundes für deutsche Kultur est publié, mais est interrompu en 1933.
Diverses activités ont un grand écho suprarégional : en 1930, le directeur d'État du KfdK, Hans Severus Ziegler (de), nommé « consultant en culture, art et théâtre » par le ministre national-socialiste de l'Intérieur de Thuringe et le ministre de la Culture Wilhelm Frick, nomme l'architecte ethnique Schultze-Naumburg en tant que directeur de l'école de construction de Weimar et licencie en même temps tous les professeurs du milieu du Bauhaus. Il ordonne le retrait des œuvres des artistes dégénérés des salles d'exposition du Musée du château de Weimar. Il retire les œuvres des programmes de concerts subventionnés par l'État.
À la Pentecôte 1930, la Ligue militante organise à Weimar sa première grande conférence de jeunesse, sous le patronage de Frick. Pour la première fois, des personnalités nationales-socialistes sont présentées ici en référence aux « héros intellectuels immortels » de Weimar : Baldur von Schirach, Goebbels, Göring, Darré. Une résolution commune appelle « avant tout au renforcement de la volonté allemande de se défendre » et, pour les arts, elle disait : « Nous appelons à la résistance contre toutes les influences nuisibles aux peuples dans le domaine du théâtre... la littérature et les arts visuels… contre une architecture étrangère à son essence.
Sous la devise « Il n'est pas nécessaire que je vive, mais que je fasse mon devoir ! », la Ligue militante organise à la Pentecôte 1931 à Potsdam une conférence de la jeunesse et de la culture, au cours de laquelle Rosenberg donne une conférence sur « Le sang et l'honneur (de) », « La race et personnalité » et Göring, commandant de bord, parle sur le thème « la volonté de défendre protège la culture ».

## Époque du national-socialisme
Après l'arrivée au pouvoir des nationaux-socialistes et de leurs alliés nationaux allemands en 1933, des groupes locaux de la Ligue prennent d'abord part à l'« Action contre l'esprit non allemand » qui a lieu en mai 1933 sous la direction de l'Association des étudiants allemands (de), au cours de laquelle la littérature "non-allemande" est retirée des bibliothèques et détruite lors d'autodafés rituels publics.
Sur le plan organisationnel, la Ligue impose la fusion de l'Association des théâtres populaires indépendants et de l'Union populaire des théâtres en une organisation annexe, l'Association du Reich pour la scène allemande. Par la suite, elle reprend d'autres associations professionnelles.
La compétition d'influence entre Rosenberg, Goebbels et Robert Ley à la tête du DAF et de son centre de loisirs « La force par la joie » prend finalement fin le 6 juin 1934, la Ligue militante et l'Association du Reich Scène allemande fusionnent pour former la « Communauté culturelle nationale-socialiste » (NSKG), qui immédiatement après sa fondation « rejoignt corporativement l'organisation 'La force par la joie' ». D’une part, la communauté culturelle nazie doit désormais prendre les devants en façonnant la vie culturelle de la communauté politique nazie « La force par la joie » ; D'autre part, Rosenberg combine cette synthèse avec l'objectif de reprendre la programmation de la vie artistique et culturelle qu'elle soutient dans le cadre de l'ensemble du NSDAP, notamment en ce qui concerne les organisations de jeunesse.
Dans le domaine du cinéma, le Deka-Film (de) de Berlin fait partie du territoire de la Ligue; l'abréviation signifie « Film de combat allemand ».